# Jason (Satellit)

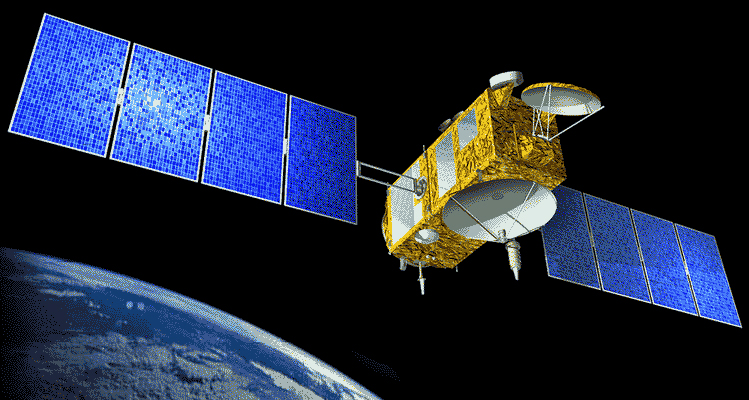
Jason-1 (künstlerische Darstellung)

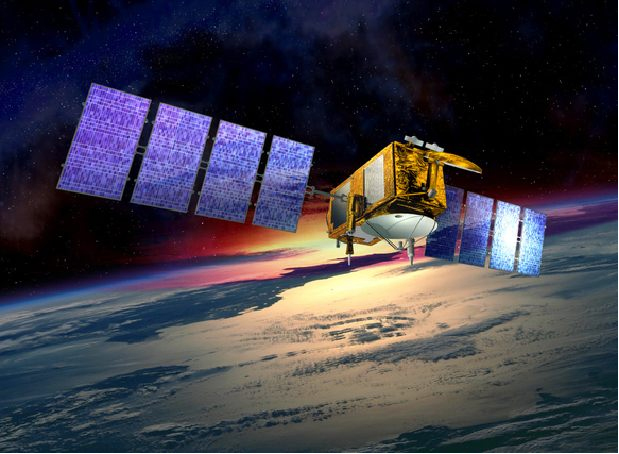
OSTM/Jason-2 (künstlerische Darstellung)

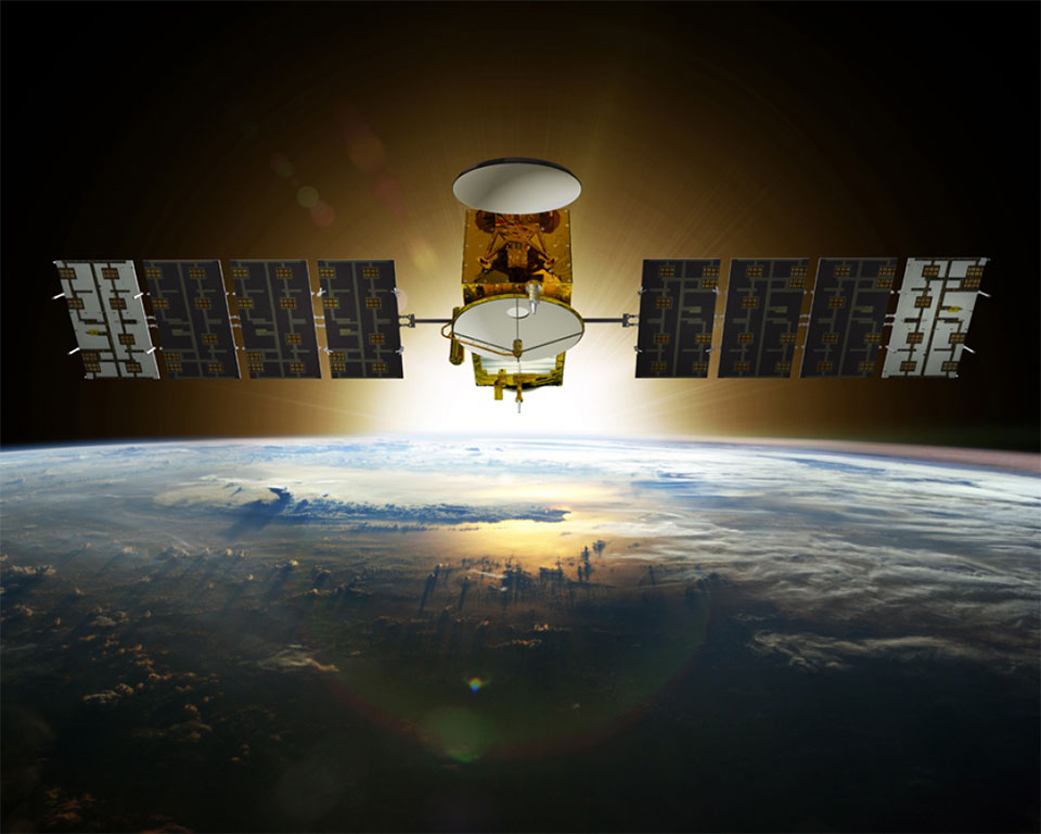
Jason-3 (künstlerische Darstellung)

Jason ist der Name eines gemeinsamen Satellitenprogramms zur Meeresbeobachtung von NASA (USA) und CNES (Frankreich).

## Missionsverlauf
Jason 1, Nachfolger des Satelliten TOPEX/Poseidon, wurde zusammen mit dem Erdbeobachtungssatellit TIMED am 7. Dezember 2001 mit einer Delta-7920-Trägerrakete von der Vandenberg Air Force Base aus gestartet. Jason 2, auch OSTM (Ocean Surface Topography Mission) genannt, folgte am 20. Juni 2008 mit einer Delta 7320 und Jason 3 am 17. Januar 2016 mit einer Falcon 9, beide ebenfalls von der Vandenberg Air Force Base aus.
Alle drei Satelliten wurden in 1340 km hohen zirkularen Umlaufbahnen mit einer Bahnneigung von 66° positioniert. Sie wurden für eine Einsatzzeit von jeweils mindestens 5 Jahren ausgelegt. Jason-1 und Jason-2 übertrafen diese Erwartung um sechs Jahre, wenn auch jeweils in den letzten Jahren mit eingeschränkter Funktionalität. Sie gingen im Juli 2012 beziehungsweise im Oktober 2019 außer Betrieb.

## Instrumente
Die Nutzlasten ähneln denen von TOPEX/Poseidon:
- Poseidon: Höhenmessradare im C-Band und Ku-Band zur Messung der Meeresoberfläche
- Jason Microwave Radiometer (JMR): Bestimmung des Wasserdampfs zur Korrektur der Höhenradardaten von Poseidon.
- Doppler Orbitography and Radiopositioning Integrated by Satellite (DORIS): Positionsbestimmung und Korrekturdaten für Poseidon
- BlackJack: GPS-Empfänger für Positionsbestimmung
- Laser-Retroreflektor: Bodengestützte Positionsbestimmung

## Missionsaufgaben
Zusammen mit dem RA-2-Altimeter auf dem ESA-Satelliten Envisat ist Jason die wichtigste Informationsquelle für präzise globale Vorhersagen über Meeresströmungen und Wellengang. Jason wurde besonders für die Beobachtung der tropischen Meere optimiert, während andere Höhenmesser auch mittlere Breiten und die Polargebiete (CryoSat) abdecken. Da Altimeter nur entlang einer relativen schmalen Bodenspur messen können, ist es von Vorteil, Höheninformationen von mehreren Instrumenten kombinieren zu können.
Besondere Ziele von Jason sind:
- Vermessen des Meeresspiegels mit einer Genauigkeit von besser als 4 cm
- Beobachtung von Meeresströmungen, Wellenhöhenbestimmung und Bestimmung der Windgeschwindigkeiten
- Vorhersage von El Niños
- Gemeinsame Vermessungsaufgaben mit TOPEX/Poseidon bis zu seinem Ausfall Ende 2005

## Technische Daten
Die Satelliten basieren auf Alcatels Proteus Satellitenbus. Sie sind per magnetic torque rods (elektromagnetische Ausrichtung am Erdmagnetfeld durch bordeigene Spulen) dreiachsenstabilisiert und verfügen über ein Antriebssystem mit einem Treibstoffvorrat von 28 kg Hydrazin. Sie sind etwa 500 kg schwer, 3 m hoch und sind mit zwei Solarzellenflächen ausgerüstet, welche 0,5 kW (Jason-2) bzw. 1,0 kW Leistung liefern. Die gesammelten Daten werden über ein S-Band Telemetriesystem mit 613 (Jason-1) bzw. 838,86 kbit/s (Jason-2) zur Erde übertragen.

## Trivia
Der Name des Programms ist abgeleitet vom Helden Jason aus der griechischen Mythologie.